# Google Cloud Platform
Google Cloud (a volte noto come GCP, precedentemente noto come Google Cloud Platform), offerto da Google, è una suite di servizi modulari di cloud computing tra cui archiviazione dati, analisi dei dati e apprendimento automatico, oltre ad una serie di strumenti di gestione. Funziona sulla stessa infrastruttura che Google utilizza internamente per i suoi prodotti per gli utenti finali, come ad esempio Ricerca Google, Gmail, e Google Documenti. La registrazione richiede un carta di credito o dettagli del conto bancario.
Google Cloud offre Infrastructure as a service, Platform as a service ed ambienti serverless.
Nell'aprile 2008, Google ha annunciato App Engine, una piattaforma per lo sviluppo e l'hosting di applicazioni web nei data center gestiti da Google, il primo servizio di cloud computing dell'azienda. Il servizio è diventato generalmente disponibile nel novembre 2011. Dall'annuncio di App Engine, Google ha aggiunto ulteriori servizi cloud alla piattaforma.
Google Cloud Platform è una parte di Google Cloud, che include l'infrastruttura cloud pubblica di Google Cloud, nonché Google Workspace (G Suite), versioni aziendali di Android e ChromeOS e interfacce di programmazione delle applicazioni (API) per il machine learning e le aziende di servizi di mappatura.

## Prodotti

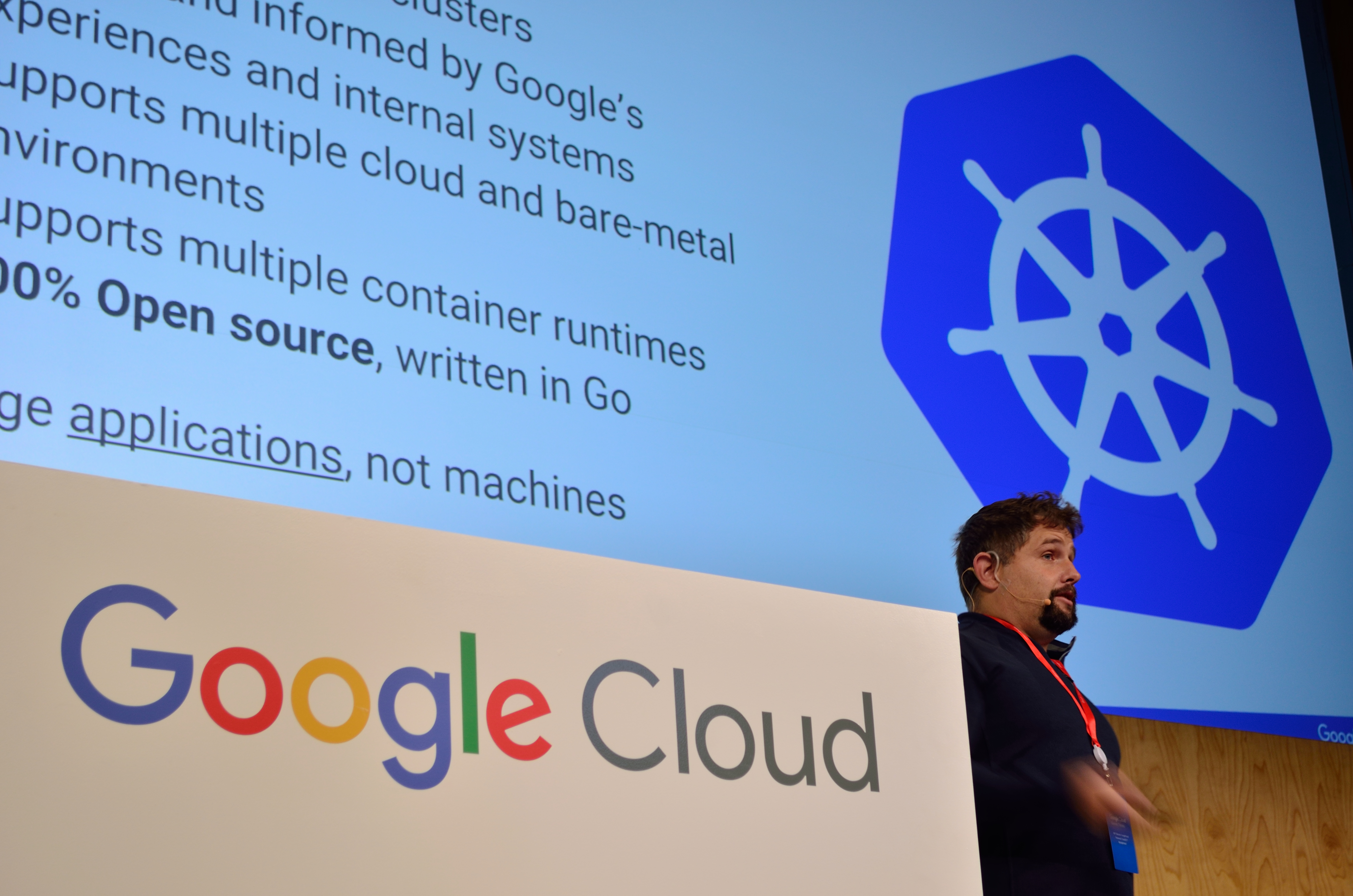
Conferenza di presentazione di Google Container Engine/Kubernetes

Google offre oltre 100 prodotti con il marchio Google Cloud. Alcuni dei servizi chiave sono elencati di seguito.

### Computazione
- App Engine – Platform as a Service per distribuire applicazioni sviluppate con Java, PHP, Node.js, Python, C#, .Net, Ruby e Go.
- Compute Engine : Infrastructure as a Service per eseguire macchine virtuali Microsoft Windows e Linux.
- Google Kubernetes Engine (GKE) o GKE on-premise offerto come parte della piattaforma Anthos[5][6] – Containers as a Service basati su Kubernetes.
- Cloud Functions: Function as a service (FaaS) per eseguire codice basato su eventi scritto in Node.js, Java, Python o Go.
- Cloud Run: ambiente di esecuzione del calcolo basato su Knative.[7] Offerto come Cloud Run (completamente gestito)[8] o come Cloud Run per Anthos.[8] Attualmente supporta la gestione GCP, AWS e VMware.[9]

### Archiviazione e database
- Storage cloud - Storage di oggetti con cache integrato per memorizzare dati non strutturati.
- Cloud SQL - Database come servizio basato su MySQL, PostgreSQL e Microsoft SQL Server.
- Cloud Bigtable - Servizio di database NoSQL gestito.[10]
- Cloud Spanner - Servizio di database relazionale orizzontale, molto coerente e scalabile.[11]
- Datastore cloud - database NoSQL per applicazioni web e mobili.[12]
- Disco persistente - Blocco di archiviazione per macchine virtuali di Compute Engine.[13]
- Cloud Memorystore - Storage di dati gestito in memoria basato su Reddis e Memcached.[14]
- SSD locale: alto rendimento, storage transitorio a blocco locale.
- Filestore: archiviazione di file ad alte prestazioni per gli utenti di Google Cloud.[15]
- AlloyDB: servizio di database PostgreSQL completamente gestito.[16]

### Rete

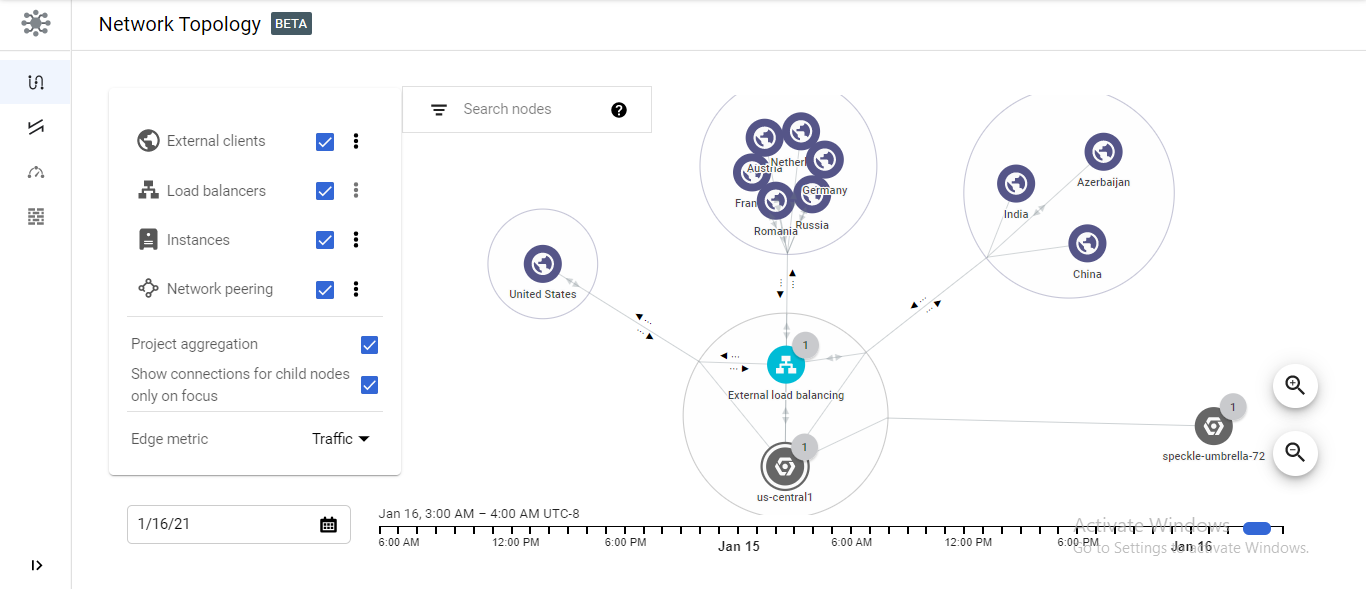

- VPC – Virtual Private Cloud per la gestione della software-defined networking di risorse cloud.
- Cloud Load Balancing: servizio gestito e definito dal software per il bilanciamento del carico del traffico.
- Cloud Armor: firewall per applicazioni Web per proteggere i carichi di lavoro dagli attacchi DDoS.
- Cloud CDN: rete per la distribuzione di contenuti basata sui punti di presenza distribuiti a livello globale di Google.
- Cloud Interconnect – Servizio per connettere un data center con Google Cloud
- Cloud DNS: servizio di hosting DNS autorevole e gestito in esecuzione sulla stessa infrastruttura di Google.
- Network Service Tiers: possibilità di scegliere il livello di rete Premium o Standard per una rete con prestazioni più elevate.

### Big data
- BigQuery : data warehouse aziendale scalabile e gestito per l'analisi.[17]
- Cloud Dataflow : servizio gestito basato su Apache Beam per l'elaborazione di dati in flusso e batch.[18]
- Cloud Data Fusion: un servizio ETL gestito basato sulla piattaforma applicativa Cask Data Open Source.[19]
- Dataproc: piattaforma Big Data per l'esecuzione di processi Apache Hadoop e Apache Spark .[20]
- Cloud Composer: servizio di orchestrazione del flusso di lavoro gestito basato su Apache Airflow .[21]
- Cloud Datalab – Strumento per l'esplorazione, l'analisi, la visualizzazione e l'apprendimento automatico dei dati. Questo è un servizio Jupyter Notebook completamente gestito.[22]
- Cloud Dataprep: servizio dati basato su Trifacta per esplorare, pulire e preparare visivamente i dati per l'analisi.[23]
- Cloud Pub/Sub: servizio di importazione di eventi scalabile basato su code di messaggi .[24]
- Cloud Data Studio – Strumento di business intelligence per visualizzare i dati attraverso dashboard e report.[25]
- <i>Looker</i> : piattaforma di business intelligence utilizzata per offrire valore attraverso dashboard in tempo reale, approfondimenti integrati e applicazioni personalizzate.[26][27]

### AI cloud
- Cloud AutoML: servizio per addestrare e distribuire modelli di machine learning personalizzati. Da settembre 2018 il servizio è in versione Beta.[28]
- Cloud TPU : acceleratori utilizzati da Google per addestrare modelli di machine learning.[29]
- Cloud Machine Learning Engine: servizio gestito per la formazione e la creazione di modelli di machine learning basati su framework tradizionali.[30]
- Cloud Talent Solution (in precedenza Cloud Job Discovery) – Servizio basato sulle funzionalità di ricerca e machine learning di Google per l'ecosistema di reclutamento.[31]
- Dialogflow Enterprise – Ambiente di sviluppo basato sul machine learning di Google per la realizzazione di interfacce conversazionali .[32]
- Cloud Natural Language – Servizio di analisi testuale basato su modelli di Google Deep Learning .[33]
- Cloud Speech-to-Text: servizio di conversione da voce a testo basato sull'apprendimento automatico.[34]
- Cloud Text-to-Speech: servizio di conversione da testo a voce basato sull'apprendimento automatico.[35]
- API Cloud Translation: servizio per tradurre dinamicamente tra migliaia di combinazioni linguistiche disponibili.
- API Cloud Vision: servizio di analisi delle immagini basato sull'apprendimento automatico.[36]
- Cloud Video Intelligence – Servizio di analisi video basato sul machine learning.[37]

### Strumenti di gestione
- Suite di operazioni (ex Stackdriver) - Monitoraggio, registrazione, tracciamento e diagnostica per applicazioni su Google Cloud.[38]
- Cloud Deployment Manager - Strumento per implementare le risorse Google Cloud definite nei modelli creati in YAML, Python o Jinja2. [39]
- Cloud Console - Interfaccia web per gestire le risorse di Google Cloud.
- Cloud Shell - Accesso a linea di comando basato su browser per gestire le risorse di Google Cloud.
- Cloud Console Mobile App - applicazione per Android e iOS per gestire le risorse di Google Cloud.
- API cloud - API per accedere programmaticamente alle risorse di Google Cloud.

### Identità e sicurezza
- Cloud Identity - Servizio di single sign-on (SSO) basato su SAML 2.0 e OpenID.
- Cloud IAM - Servizio di gestione dell'identità e dell'accesso (IAM) per la definizione di politiche basate sul controllo di accesso basato su ruoli.
- Cloud Identity-Aware Proxy - Servizio per controllare l'accesso alle applicazioni eseguite su Google Cloud senza utilizzare una VPN.
- Cloud Data Loss Prevention API - Servizio per scoprire, classificare e modificare automaticamente i dati sensibili.
- Security Key Enforcement - Servizio di verifica in due fasi basato su una chiave di sicurezza.
- Cloud Key Management Service - Servizio di gestione delle chiavi ospitato in cloud integrato con IAM e logging di audit.
- Cloud Resource Manager - Servizio per gestire le risorse per progetto, cartella e organizzazione in base alla gerarchia.
- Cloud Security Command Center - Piattaforma per la gestione della sicurezza e del monitoraggio del rischio per i dati e i servizi in esecuzione in Google Cloud.
- Scanner di sicurezza cloud - Servizio di scansione automatizzata delle vulnerabilità per le applicazioni implementate in App Engine.
- Trasparenza di accesso - Registri di audit in tempo reale che forniscono visibilità agli amministratori di Google Cloud.
- Controlli di servizio VPC - Servizio per la gestione dei perimetri di sicurezza dei dati sensibili nei servizi Google Cloud.

### Internet delle cose (IoT)
- Cloud IoT Core - Servizio di connessione e gestione sicura dei dispositivi per Internet delle cose.
- Edge TPU - ASIC
- Cloud IoT Edge - Sistemi per l'integrazione di IA nell'edge computing.

### Piattaforma API
- Maps Platform - API per mappe, percorsi e luoghi basati su Google Maps.
- API Apigee - Piattaforma di gestione del ciclo di vita per progettare, proteggere, implementare, monitorare e scalare le API.
- API per monetizzazione - Strumento per i fornitori di API per creare modelli di entrate, report, gateway di pagamento e integrazioni del portale per gli sviluppatori.
- Portale degli sviluppatori - piattaforma di autoservizio per gli sviluppatori per la pubblicazione e la gestione delle API.
- API Analytics - Servizio per analizzare programmi API-driven attraverso il monitoraggio, la misurazione e la gestione delle API.
- Apigee Sense - Abilita la sicurezza delle API identificando e avvisando gli amministratori di comportamenti sospetti.
- Cloud Endpoints - Un proxy basato su NGINX per implementare e gestire API.
- Service Infrastructure - Un insieme di servizi fondamentali per la costruzione di prodotti Google Cloud.

## Regioni e zone
Una regione è una posizione geografica specifica in cui gli utenti possono distribuire risorse cloud. Ogni regione è un'area geografica indipendente che, a sua volta, è divisa in zone.
Una zona è un'area di distribuzione per le risorse Google Cloud all'interno di una regione. In caso di guasi, le zone dovrebbero essere considerate un singolo dominio all'interno di una regione. La maggior parte delle regioni dispone di tre o più zone.
A partire dal terzo trimestre 2023, Google Cloud è disponibile in 39 regioni e 118 zone. Questo è l'elenco:
| Nome regione            | Periodo di lancio | Località                           | Zone                                                                                |
| ----------------------- | ----------------- | ---------------------------------- | ----------------------------------------------------------------------------------- |
| us-west1                | Q3, 2016          | The Dalles, Oregon, USA            | - us-west1-a - us-west1-b - us-west1-c                                              |
| us-west2                | Q3, 2018          | Los Angeles, California, USA       | - us-west2-a - us-west2-b - us-west2-c                                              |
| us-west3                | Q1, 2020          | Salt Lake City, Utah, USA          | - us-west3-a - us-west3-b - us-west3-c                                              |
| us-west4                | Q2, 2020          | Las VegasNevada, USA               | - us-west4-a - us-west4-b - us-west4-c                                              |
| us-central1             |                   | Council Bluffs, Iowa, USA          | - us-central1-a - us-central1-b - us-central1-c - us-central1-f                     |
| us-east1                | Q4, 2015          | Moncks Corner, South Carolina, USA | - us-east1-b - us-east1-c - us-east1-d                                              |
| us-east4                | Q2, 2017          | Ashburn, Virginia, USA             | - us-east4-a - us-east4-b - us-east4-c                                              |
| us-east5                | Q2, 2022          | Columbus, Ohio, USA                | - us-east5-a - us-east5-b - us-east5-c                                              |
| us-south1               | Q2, 2022          | Dallas, Texas,                     | - us-south1-a - us-south1-b - us-south1-c                                           |
| northamerica-northeast1 | Q1, 2018          | Montréal, Canada                   | - northamerica-northeast1-a - northamerica-northeast1-b - northamerica-northeast1-c |
| northamerica-northeast2 | Q3, 2021          | Toronto, Canada                    | - northamerica-northeast2-a - northamerica-northeast2-b - northamerica-northeast2-c |
| southamerica-east1      | Q3, 2017          | São Paulo, Brasile                 | - southamerica-east1-a - southamerica-east1-b - southamerica-east1-c                |
| southamerica-west1      | Q3, 2021          | Santiago, Cile                     | - southamerica-west1-a - southamerica-west1-b - southamerica-west1-c                |
| europe-west1            |                   | St. Ghislain, Belgio               | - europe-west1-b - europe-west1-c - europe-west1-d                                  |
| europe-west2            | Q2, 2017          | Londra, Regno Unito                | - europe-west2-a - europe-west2-b - europe-west2-c                                  |
| europe-west3            | Q3, 2017          | Francoforte, Germania              | - europe-west3-a - europe-west3-b - europe-west3-c                                  |
| europe-west4            | Q1, 2018          | Eemshaven, Paesi Bassi             | - europe-west4-a - europe-west4-b - europe-west4-c                                  |
| europe-west6            | Q1, 2019          | Zurigo, Svizzera                   | - europe-west6-a - europe-west6-b - europe-west6-c                                  |
| europe-west8            | Q2, 2022          | Milano, Italia                     | - europe-west8-a - europe-west8-b - europe-west8-c                                  |
| europe-west9            | Q2, 2022          | Parigi, Francia                    | - europe-west9-a - europe-west9-b - europe-west9-c                                  |
| europe-west10           | Q3, 2023          | Berlino, Germania                  | - europe-west10-a - europe-west10-b - europe-west10-c                               |
| europe-west12           | Q1, 2023          | Torino, Italia                     | - europe-west12-a - europe-west12-b - europe-west12-c                               |
| europe-central2         | Q2, 2021          | Varsavia, Polonia                  | - europe-central2-a - europe-central2-b - europe-central2-c                         |
| europe-north1           | Q2, 2018          | Hamina, Finlandia                  | - europe-north1-a - europe-north1-b - europe-north1-c                               |
| europe-southwest1       | Q2, 2022          | Madrid, Spagna                     | - europe-southwest1-a - europe-southwest1-b - europe-southwest1-c                   |
| me-west1                | Q4, 2022          | Tel Aviv, Israele                  | - me-west1-a - me-west1-b - me-west1-c                                              |
| me-central1             | Q2, 2023          | Doha, Qatar                        | - me-central1-a - me-central1-b - me-central1-c                                     |
| asia-south1             | Q4, 2017          | Mumbai, India                      | - asia-south1-a - asia-south1-b - asia-south1-c                                     |
| asia-south2             | Q2, 2021          | Delhi, India                       | - asia-south2-a - asia-south2-b - asia-south2-c                                     |
| asia-southeast1         | Q2, 2017          | Jurong West, Singapore             | - asia-southeast1-a - asia-southeast1-b - asia-southeast1-c                         |
| asia-southeast2         | Q2, 2020          | Jakarta, Indonesia                 | - asia-southeast2-a - asia-southeast2-b - asia-southeast2-c                         |
| asia-east2              | Q3, 2018          | Hong Kong                          | - asia-east2-a - asia-east2-b - asia-east2-c                                        |
| asia-east1              |                   | Changhua County, Taiwan            | - asia-east1-a - asia-east1-b - asia-east1-c                                        |
| asia-northeast1         | Q4, 2016          | Tokyo, Giappone                    | - asia-northeast1-a - asia-northeast1-b - asia-northeast1-c                         |
| asia-northeast2         | Q2, 2019          | Osaka, Giappone                    | - asia-northeast2-a - asia-northeast2-b - asia-northeast2-c                         |
| asia-northeast3         | Q1, 2020          | Seul, Korea                        | - asia-northeast3-a - asia-northeast3-b - asia-northeast3-c                         |
| australia-southeast1    | Q3, 2017          | Sydney, Australia                  | - australia-southeast1-a - australia-southeast1-b - australia-southeast1-c          |
| australia-southeast2    | Q2, 2021          | Melbourne, Australia               | - australia-southeast2-a - australia-southeast2-b - australia-southeast2-c          |

## Confronto con altri fornitori di servizi cloud
| Google Cloud                | Servizi Web di Amazon                 | Microsoft Azure                  | Oracle Cloud                     |
| --------------------------- | ------------------------------------- | -------------------------------- | -------------------------------- |
| Google Computing Engine     | Amazon EC2                            | Macchine virtuali di Azure       | Oracle Cloud Infra OCI           |
| Google App Engine           | AWS Elastic Beanstalk                 | Servizi di applicazioni di Azure | Container di applicazioni Oracle |
| Motore Kubernetes di Google | Servizio di Kubernetes Elastic Amazon | Servizio di Azure Kubernetes     | Servizio Kubernetes Oracle       |
| Google Cloud Bigtable       | Amazon DynamoDB                       | Azure Cosmos DB                  | Database Oracle NoSQL            |
| Google BigQuery             | Amazon Redshift                       | Azure Synapse Analytics          | Oracle Data Warehouse Autonomo   |
| Google Cloud funzioni       | AWS Lambda                            | Funzioni di Azure                | Oracle Cloud Fn                  |
| Google Cloud Data Store     | Amazon DynamoDB                       | Azure Cosmos DB                  | Database Oracle NoSQL            |
| Google Cloud Storage        | Amazon S3                             | Storage di Blob di Azure         | Oracle Cloud Storage OCI         |

## Cronistoria
- - aprile 2008 - Google App Engine annunciato in anteprima[43]
  - maggio 2010 - Viene lanciato Google Cloud Storage[44]
  - maggio 2010 - Vengono annunciate in anteprima Google BigQuery e Prediction API[45]
  - ottobre 2011 - Google Cloud SQL è annunciato in anteprima[45]
  - giugno 2012 - Viene lanciato in anteprima Google Compute Engine[46]
  - maggio 2013 - Google Compute Engine viene promosso a GA[47]
  - agosto 2013 - Cloud Storage inizia a crittografare automaticamente i dati e i metadati di ogni oggetto di Storage secondo l'Advanced Encryption Standard (AES-128), e ogni chiave di crittografia viene crittografata con un set di chiavi principali regolarmente rotati[48]
  - febbraio 2014 - Google Cloud SQL diventa GA[49]
  - maggio 2014 - Stackdriver viene acquisita da Google[50]
  - giugno 2014 - Kubernetes è annunciato come gestore di container open source[51]
  - giugno 2014 - Viene annunciato in anteprima Cloud Dataflow[52]
  - ottobre 2014 - Google acquista Firebase[53]
  - novembre 2014 - Alpha rilascio Google Kubernetes Engine (ex Container Engine) è annunciato[54]
  - gennaio 2015 - Google Cloud Monitoring basato su Stackdriver entra in beta[55]
  - marzo 2015 - Google Cloud Pub/Sub diventa disponibile in versione beta[56]
  - aprile 2015 - Google Cloud DNS diventa generalmente disponibile[57]
  - aprile 2015 - Google Dataflow è lanciato in beta[58]
  - luglio 2015 - Google rilascia la versione 1 di Kubernetes e la consegna alla Cloud Native Computing Foundation
  - agosto 2015 - Google Cloud Dataflow, Google Cloud Pub/Sub, Google Kubernetes Engine e Deployment Manager si elevano a GA[59]
  - novembre 2015 - Bebop viene acquisita e Diane Greene si unisce a Google[60]
  - febbraio 2016 - Google Cloud Functions diventa disponibile in versione alpha[61]
  - settembre 2016 - Apigee, fornitore di i interfacce di programmazione delle applicazioni (API), viene acquisita da Google[62]
  - settembre 2016 - Stackdriver diventa generalmente disponibile[63]
  - novembre 2016 - Google acquista Qwiklabs.[64]
  - febbraio 2017 - Cloud Spanner,un database altamente disponibile e distribuito a livello globale, viene rilasciato in beta[65]
  - marzo 2017 - Google acquista Kaggle, la più grande comunità mondiale di scienziati dei dati e appassionati di apprendimento automatico[66]
  - aprile 2017 - Il professore del MIT Andrew Sutherland ha battuto il record per il più grande cluster di motori di calcolo mai realizzato con 220.000 nuclei su VM preemptibili.[67]
  - maggio 2017 - Google Cloud IoT Core vien lanciato in beta[68]
  - novembre 2017 - Google Kubernetes Engine ottiene la certificazione della CNCF[69]
  - febbraio 2018 - Google Cloud IoT Core diventa generalmente disponibile[70]
  - febbraio 2018 - Google annuncia la sua intenzione di acquisire Xively[71]
  - febbraio 2018 - Cloud TPU, e acceleratori ML per Tensorflow, diventano disponibili in beta[72]
  - maggio 2018 - Gartner nomina Google come leader nell'infrastruttura Gartner 2018 come Quadrante Magico di Servizi[73]
  - maggio 2018 - Google Cloud Memorystore è disponibile in versione Beta[74]
  - aprile 2019 - Rilascio della versione beta di Google Cloud Run (completamente gestito)[75]
  - aprile 2019 - Viene annunciato Google Anthos[5][76]
  - novembre 2019 - Google Cloud Run (pieno gestito) Pubblicazione generale della disponibilità[77]
  - marzo 2020 - A causa della pandemia di COVID-19, Google Cloud ha rinviato la versione online di streaming della sua mega-conferenza Google Cloud Next, due settimane dopo aver cancellato la versione in persona.[78]
  - ottobre 2020 - Google Cloud ha annunciato che diventerà un candidato per la rete EOS e il protocollo EOS.IO. Attualmente i principali produttori sono gli scambi di criptovaluta come OKEx e Binance.[79][80]
  - febbraio 2021 - Viene introdotto Google Kubernetes Engine Autopilot.[81][82]
  - maggio 2021 - Vertex AI annunciato su Google.io[83]
  - aprile 2022 - MobiledgeX viene acquisito e si unisce a Google Cloud.[84]
  - marzo 2023 - Google porta capacità generative di AI in Google Cloud.[85]

## Clienti di rilievo
I clienti annunciati nel 2023 includono: Kingfisher, Il governo del Kuwait, Deutsche Börse Group, Unity, Uber, FanCode e Mercedes-Benz.